# Camponotus lautus
Camponotus lautus é uma espécie de inseto do gênero Camponotus, pertencente à família Formicidae.